# Leon Asher
Leon Asher (* 13. April 1865 in Leipzig; † 8. August 1943 in Bern) war ein deutscher Physiologe.

## Leben
Asher wurde 1865 als Sohn des jüdischen Philologen und Schopenhauer-Schülers David Asher in Leipzig geboren. Er lernte an der Thomasschule zu Leipzig. Danach studierte er von 1885 bis 1890 Medizin bei Carl Ludwig an der Universität Leipzig und promovierte zum Dr. med.
1891 wurde er Assistent bei Wilhelm Kühne und Georg Hermann Quincke am Universitätsklinikum Heidelberg. 1894 wurde er Assistent bei Hugo Kronecker an dem Physiologischen Institut in Bern und habilitierte sich ebenda. 1895 wurde er Privatdozent für Physiologie an der Universität Bern. Von 1896 bis 1898 verbrachte er seine Sommerferien in dem Laboratorium von Ewald Hering in Leipzig. 1901 wurde er zum Professor für Medizin an der Universität Bern ernannt und im Jahr 1925 zum Mitglied der Gelehrtenakademie Leopoldina gewählt.

## Werke
- Praktische Übungen in der Physiologie : eine Anl. f. Studierende. Berlin: Springer, 1916.
- Die Unregelmässigkeit des Herzschlags. Bern: Haupt, 1920.
- Lehrbuch der allgemeinen Physiologie  (unter Mitwirkung von L. Asher) ... [et al.]. Leipzig: Georg Thieme, 1931.
- Physiologie der inneren Sekretion. Leipzig [u. a.]: Deuticke, 1936.